# 국립미술관 (알바니아)
국립미술관(알바니아어: Galeria Kombëtare e Arteve)은 알바니아 티라나에 있는 국립미술관이다. 알바니아 예술가의 작품이 전시되어 있다.